# Вртларев пас
„Вртларев пас” је југословенски ТВ филм из 1961. године. Режирао га је Младен Шкиљан а сценарио је написан по делу Феликс Лопе де Веге.

## Улоге
| Глумац           | Улога |
| ---------------- | ----- |
| Борис Бузанчић   |       |
| Љубо Капор       |       |
| Миа Оремовић     |       |
| Божидар Смиљанић |       |